# Alessandro Stanziani
Alessandro Stanziani est enseignant-chercheur-historien et économiste, directeur d’études à l’EHESS (École des Hautes Études en Sciences Sociales) et directeur de recherche au CNRS, au Centre de recherches historiques (CRH). Il est spécialiste de l’histoire des savoirs économiques, de l’alimentation, des marchés et de la concurrence ainsi que de l’histoire du travail et plus précisément du travail forcé, XVIII-XXe siècles, Europe, Russie, Océan indien. Il a obtenu la médaille d'argent du CNRS en 2024. 
Biographie: Alessandro Stanziani est né en 1961 à Naples, en Italie. Après avoir obtenu un doctorat en économie politique à l’Université de Naples en 1991, il a soutenu une thèse à l’EHESS et a ainsi obtenu un deuxième doctorat en histoire russe en 1995.  Maitre de conférence à l'Université de Naples (1994-1999), il est entré au CNRS en 1999 et à l'EHESS en 2008). Il est invité en tant qu'enseignant-chercheur dans plusieurs institutions prestigieuses : Columbia University (1991, 1996), Collegium Budapest (1993), Académie des sciences, Moscou et Saint-Pétersbourg (1991, 1993, 1996), Ann Arbor (2001), ECNU Shanghai (2004), Wissenschaftskolleg-Berlin (2011), Stanford (2011), Princeton (2014-2018), Harvard (2014), Université de Tokyo (2016–2018). 
Adoptant une perspective à la fois croisée et globale, Alessandro Stanziani interroge l’histoire du travail dans toute sa complexité, depuis le salariat libre jusqu’aux formes de servage. Il y intègre une dimension d’histoire intellectuelle en explorant, entre autres, les débats abolitionnistes qui ont traversé la France, le Royaume-Uni et la Russie.
Spécialiste de l’histoire économique, et plus particulièrement des savoirs économiques, il prolonge ses analyses selon deux axes complémentaires : une approche transnationale des phénomènes historiques et une réflexion approfondie sur les méthodes de l’histoire. Il plaide ainsi pour une vision du monde fondée sur l’ouverture et l’interconnexion, en rupture avec les logiques de confrontation entre civilisations. Il explique que « le rôle de l’histoire n’est pas de fournir des gages aux nationalismes mais de montrer les interrelations de longue durée entre les différentes parties du monde ». 
Il est également rédacteur en chef de la revue Histoire & mesure et travaille actuellement sur une histoire économique et géopolitique globale des semences et des “guerres du blé” du XVIIe siècle à nos jours. Il est membre du comité de rédaction "Cahiers du monde russe" et membre du comité scientifique de Esclavages, Revue d'Histoire du XIXe siècle. Il est rapporteur pour de nombreux journaux tels que Journal of Economic History ; International Review of Social History ; Enterprise and Society ; Annales ; Journal of Interdisciplinary History ; Journal of Global History ; Comparative Studies in Society and History, Esclavages et abolition / Slavery  and Abolition Journal of the Indian Ocean World. 
Spécialiste d’histoire économique, Alessandro Stanziani se concentre sur les thèmes suivants :
- Histoire du travail, notamment travail forcé, servage et esclavage (Russie, Europe, océan Indien, XVIIe–XXe siècles) 
- Histoire des marchés, de la concurrence, de l’alimentation, des savoirs économiques
- Histoire globale, transnationale, histoire-intellectuelle, méthodologie de l’histoire et échanges entre civilisations. 
- Histoire environnementale.

Ouvrages: 
Alessandro Stanziani est l’auteur de multiples ouvrages individuels (18) et de directions d'ouvrages (une dizaine).  
Parmi ses livres les plus connus, se distingue notamment "Les entrelacements du monde. Histoire globale, pensée globale" (CNRS Edition 2018). IL s'agit d'un essai de référence en histoire globale, offrant une synthèse accessible sur cette approche historiographique qui transcende les cadres nationaux. L’ouvrage explore les circulations de personnes, d’idées, de savoirs, et interroge les outils disciplinaires classiques à l’aune de cette histoire transnationale. "Capital Terre. "'Une histoire longue du monde d'après (XIIe-XXIe siècle)"' paru en 2021 aux éditions Payot et préfacé par Thomas Piketty, retrace retrace l’évolution du capitalisme à l’échelle planétaire sur plusieurs siècles, avec une attention particulière à l’agriculture, l’alimentation, l’environnement et la justice sociale. Dans son dernier ouvrage, "Les guerres du blé" (éditions La Découverte, 2024, https://www.editionsladecouverte.fr/les_guerres_du_ble-9782348082979) Alessandro Stanziani montre, à travers le lien unissant l'expansion territoriale des États à l'approvisionnement en céréales, que le blé constitue un paramètre décisif pour rendre compte de l'extermination des nomades présumés aux Amériques, en Australie et dans les steppes eurasiatiques entre le XVIIe et le XIXe siècle, puis de l'issue des deux guerres mondiales, et des dynamiques à l'œuvre à l'époque de la guerre froide et de la décolonisation. Connectées à l'organisation des marchés céréaliers, à la modification des techniques de récolte, à l'industrialisation et à la dérégulation spéculative globale, ces tendances longues éclairent la spirale d'inégalités, de désastres écologiques et de tensions géopolitiques que nous connaissons aujourd'hui. Alessandro Stanziani s'est d'ailleurs exprimé sur Arte, France Culture, France Inter, France 24 sur ces deux derniers ouvrages. 
Thèses: 
- "Exploitation paysanne et développement dans la pensée économique russe, 1890-1930, Thèse de doctorat en Economie politique, Université de Naples, octobre 1991.
- « Analyses et pratiques sociales de l'économie politiques. Économistes, bureaucrates et paysans en Russie, 1892-1930 », janvier 1995, thèse en histoire et civilisation, EHESS, Paris.
- Fraudes et falsifications alimentaires en France au XIXe siècle, Université de Lille III, HDR, février 2003.
Ouvrages individuels: 
- Empires of Labour. Coercion and the Birth of the Modern World, Cambridge, Cambridge University Press, 2026.
- Les Entrelacements du monde. Histoire globale, pensée globale, nouvelle édition et préface inédite, Paris, CNRS éditions, Biblis, 2025, 280 p.
- Earth Capital. The Long history of capitalism and its aftermath, Cambridge, Polity, 2025.
- Les guerres du blé. Une éco-histoire écologique et géopolitique, Paris, La Découverte, coll. « Sciences Humaines », août 2024, 344 p.
- Shìjiè de ji¯aozh¯ı quánqiú lìshˇı, quánqiú s¯ıwéi, Beijing, Social Science Academic Press, juin 2024 (traduction de Les entrelacements du monde. Histoire globale, pensée globale, 16e-21e siècles, Paris, CNRS Éditions, 2018), 280 p.
- Tensions of social history. Sources, data, actors and models in global perspective, 18th-20th century, London, Bloomsbury, 2023.
- Capital Terre. Une histoire longue du monde d'après (XIIe-XXIe siècle), Paris, Payot, Histoire Payot, 2021, 432 p.
- Les métamorphoses du travail contraint. Une histoire globale XVIIIe-XIXe siècles, Presses de SciencesPo, Paris, 2020, 336 p.
- Eurocentrism and the Politics of Global History, Palgrave Mac Millan, Londres, 2018, 153 p.
- Labor in the Fringes of Empire. Voice, Exit and the Law (New York: Palgrave Mac Millan, 2018.
- L'économie en révolution. Le cas russe,1870-1930, Albin Michel, "L'évolution de l'humanité", 1998, 519 p.
- Histoire de la qualité alimentaire. France XIXe-XXe siècles, Seuil, Liber, janvier 2005, 480 p.
- Bâtisseurs d'Empires. Russie, Chine et Inde à la croisée des mondes, XVe-XIXe siècles, Paris, Liber, juin 2012. 
- Rules of Exchange. French capitalism in Comparative Perspective, Eighteenth to Early Twentieth Centuries, Cambridge, Cambridge University Press, 2012, 315 p. Poche, 2014.
- Bondage. Labor and rights in Eurasia, 16th-20th centuries, Oxford and New York, Berghahm, février 2014. Poche, 2015.
- Sailors, Slaves and Immigrants. Bondage in the Indian Ocean World, 1750-1914. Palgrave MacMillan, 2014, 196 p.
- After Oriental Despotism. Eurasian Growth in a Global Perspective, Bloomsbury, 2014, 192 p. Poche, 2014.
- Seamen, immigrants and indentured laborers in the Indian Ocean, 18th-20th centuries. New York and London: Palgrave MacMillan, 2014.
Direction d’ouvrages: 
- Avec Anne Conchon et Myriam Cottias (dir.), Travail servile et dynamiques économiques XVIe‑XXe siècle, Paris, IGDPE, coll. Histoire économique et financière - XIXe-XXe, nov. 2024, 318 p.
- La qualité des produits en France XVIIIe-XXe siècles, Belin, 2003.
- Avec Jérôme Bourdieu, Martin Bruegel, Nomenclatures et classifications. Analyses historiques et enjeux économiques, XVIIIe-XXe siècles, Presses de l’INRA, décembre 2004.
- Dictionnaire historique de l’économie-droit, XVIIIe-XXe siècles, Paris, LGDJ, 2007, 321 p.
- Le travail contraint en Asie et en Europe, XVIIe-XXe siècles, Paris, MSH éditions, 2010.
avec Nadine Levratto: Le capitalisme au futur antérieur. Crédit et spéculation en France, XVIIIe-XXe siècles. Bruxelles, Bruylant, 2011.
- Labour, Coercion, and Economic Growth in Eurasia (17th-20th centuries), Leiden,  Brill, Studies in Global Social History - Vol 11,  2012,  326 p.
- Avec Gwyn Campbell (ed.), Debt and Slavery in the Mediterranean and Atlantic Worlds, Londres, Pickeringg and Chatto Publishers, Financial History, 22, 2013, 208 p.
- Avec Gwyn Campbell, Debt and Bondage in the Indian Ocean, London, Pickering and Chatto, 2013.
- Avec Gwyn Campbell, eds, The Palgrave Handbook of Human Bondage and Rights in Africa and Asia, 2 vols, New York, Palgrave, 2020.

Il a également dirigé et coordonné une dizaine de numéros spéciaux de revues à comité de lecture, publié une centaine d'articles dans des revues à comité de lecture et autant de chapitres dans des ouvrages collectifs en anglais, français, russe, allemand, italien. Il a aussi publié environ 90 comptes-rendus in Annales, Revue d’histoire moderne & contemporaine, Food and Foodways, Revue de synthèse, Journal of Modern History,  Quaderni di economia politica, Cahiers d’économie et de sociologie rurales, Cahiers du monde russe, Quaderni storici, International review of social history, Enterprise and society, Business History, Slavic review, Russian Review, Journal of Modern History, Comparative Studies in Society and History, Explorations in Economic History.